# Asaphocrita collyrae
Asaphocrita collyrae là một loài bướm đêm thuộc họ Blastobasidae, là loài đặc hữu của Costa Rica.